# جيروم نجوم مبيكيلي
جيروم نجوم مبيكيلي (بالإنجليزية: Jerome Ngom Mbekeli) هو لاعب كرة قدم كاميروني من مواليد 30 سبتمبر 1998 يلعب كلاعب خط وسط لأكاديمية أبيجي في الدوري الكاميروني الممتاز، كما يلعب لمنتخب الكاميرون.

## وصلات خارجية
- جيروم نجوم مبيكيلي على موقع سبورتينغ كانساس سيتي.
- جيروم على موقع «المنتخب الوطني».
- جيروم مبيكيلي على موقع ساسكرواي.